# Ndéllé
Ndéllé ist eine Siedlung in der Zentralregion von Kamerun.

## Geographie
Ndéllé liegt in einem bewaldeten Gebiet auf einer Meereshöhe von 702 m.